# Fabian Willmann

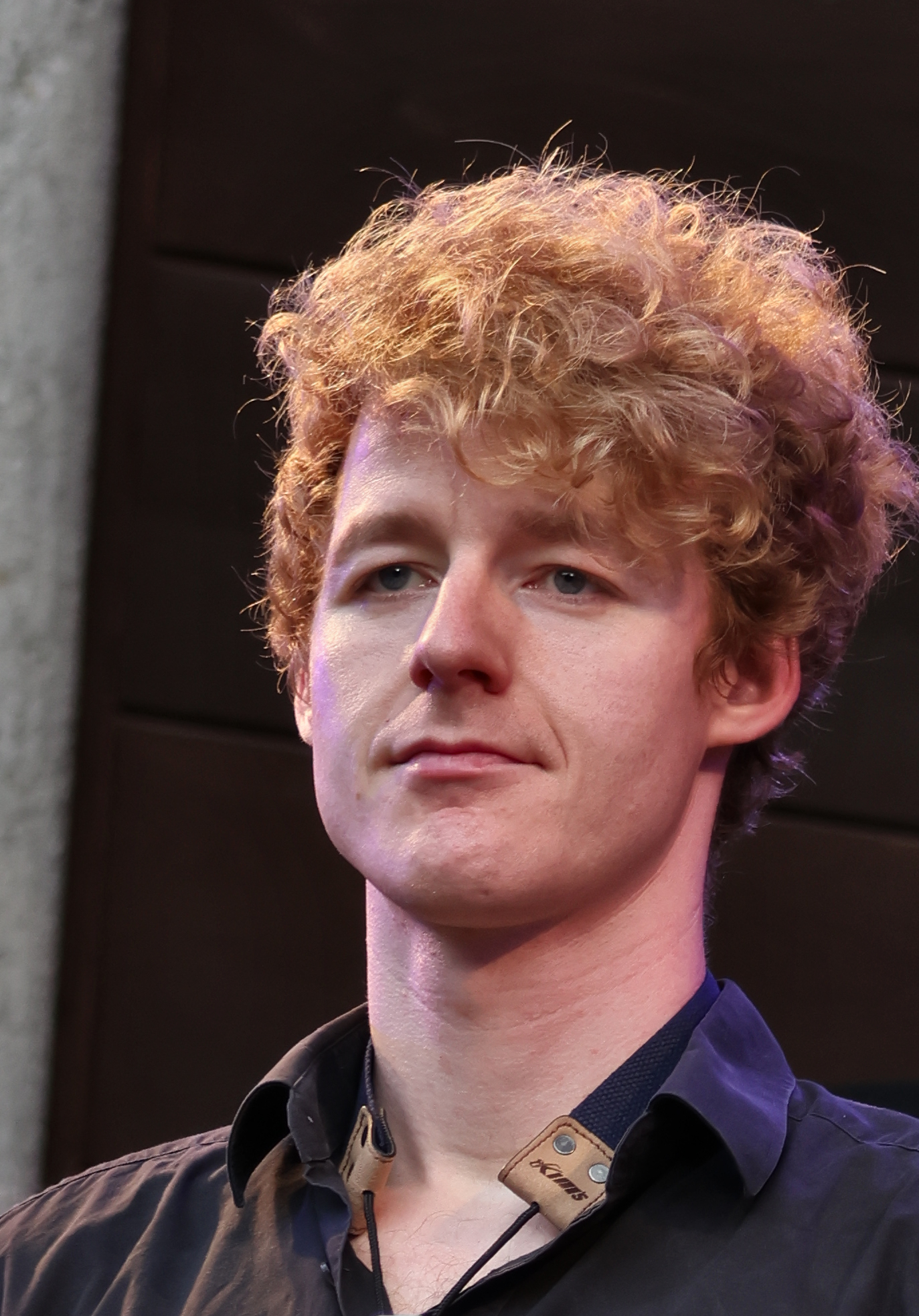
Fabian Willmann (2024)

Fabian Willmann (* 1992 in Freiburg im Breisgau) ist ein deutscher Jazzmusiker (Tenorsaxophon, Bassklarinette, Klarinette, auch Querflöte).

## Leben und Wirken
Willmann, der in Freiburg aufwuchs, hatte ab dem siebten Lebensjahr klassischen Klavierunterricht und erbte mit zehn Jahren von seinem Großvater ein Saxophon. Er hatte darauf Saxophon-Unterricht auf dem Musik-Gymnasium Gundelfingen und bekam schließlich Gelegenheit, als Saxophonist bei Sinfonieorchestern auszuhelfen und auch bei dem SWR-Projekt Der Schrei mit dem SWR Sinfonieorchester Baden-Baden und Freiburg mitzuwirken. Von 2011 bis 2015 studierte er Jazz-Saxophon bei Domenic Landolf und Adrian Mears an der Hochschule für Musik Basel. Im Laufe seines Studiums erhielt er außerdem Unterricht bei Mark Turner, Aydın Esen und Jorge Rossy. Gegenwärtig (2018) studiert er Musikwissenschaften an der Albert-Ludwigs-Universität Freiburg.
Willmann spielte ab Mitte der 2010er-Jahre in den Formationen Minua (Album Culturescapes Island, mit Kristinn Smari Kristinsson, Luca Aaron) und Monoglot (mit Sebastian von Keler, Kristinn Smari Kristinsson, Samuel Sole, Luca Glausen bzw. zuletzt Valentin Link und Michael Heidepriem), mit der mehrere Alben wie Make und Resonance  erschienen. Mit seinem Trio, zu dem Arne Huber und Jeff Ballard gehören, veröffentlichte er 2022 sein Debütalbum Balance.
Des Weiteren gehörte Willmann der Jonas Winterhalter Bigband und dem Orchestra bzw. dem Large Ensemble von Sarah Chaksad an. Zudem spielte er in den Auswahlensembles Baden-Württembergs und der Schweizer Jazzhochschulen („DKSJ-Allstar-Band 2013“), dem Philharmonischen Orchester Freiburg sowie in Ensembles unter der Leitung von Guillermo Klein, Nils Wogram und Ohad Talmor. Mit Janning Trumann, Eva Klesse und Florian Herzog bildet er das Quartett Trillmann, das bei einem Studienaufenthalt in New York entstand und mit dem er die gemeinsame Alben Foen und Live (Tangible Music) vorlegte.
Zu hören ist Willmann ferner auf Johannes Maikranz’ Zeitbloom-Album Someone Is Following von 2017, auf Janning Trumanns Album Fundaments We Share (2023) und auf dem Album You Are the Universe (2023) des Subway Jazz Orchestra und Stefan Karl Schmid.